# Saung Naga (Buay Runjung)
Saung Naga is een bestuurslaag in het regentschap Ogan Komering Ulu Selatan van de provincie Zuid-Sumatra, Indonesië. Saung Naga telt 746 inwoners (volkstelling 2010).